# АРЦТ-021
АРЦТ-021  (енг. ARCT-021, LUNAR-COV19) један је од кандидат је за вакцину против ковида 19 коју је развила америчка биотехнолошка компанија за РНК лекове  Arcturus Therapeutics, чија је главна облсаст истраживање, откривање, развој и комерцијализација терапија за ретке  и заразне болести.

## Медицинска употреба
АРЦТ-021 се примењује за вакцину против ковида 19   као интрамускуларна инјекција у једној дози.

## Фармакологија
АРЦТ-021 је мРНА лиофилизована вакцина која користи рибонуклеинску киселину (РНК) која даје ћелијама примаоца упутства како да направе протеин (или део протеина) клице.
У својој изјави о карактеристикама АРЦТ-021 вакцине Џозеф  Пејн, председник и извршни директор компаније Arcturus Therapeutics наводи:
Наша самотранскрибирајућа и реплицирајућа мРНА (STARR®) испоручена са нашим LUNAR® системом за испоруку потенцијално има значајне разлике од тренутно одобрених мРНА вакцина за хитну употребу. Верујемо да АРЦТ-021, као једнократна лиофилизована мРНА вакцина која се само појачавајућа, ако буде одобрена, може представљати преферирану опцију вакцине. Веома смо задовољни недавним успесима у нашим напорима у производњи мРНА лекова и проширењем наше глобалне базе података о безбедности – и позитивним читањем које ово пружа компанијиној линији мРНА терапеутика.

## Историја
Arcturus Therapeutics се удружио са Сингапурском медицинском школом Дуке–НУС на развоју вакцине против ковида19. Компанија се такође удружила са Цаталентом, уговорном организацијом за развој и производњу, како би произвела више серија Арцтурусовог кандидата за мРНА вакцину против ковида 19.

### Клиничка испитивања
Фаза 2 студије
- Завршен упис 580 учесника рандомизираних и дозираних
- Завршене две привремене анализе података из фазе 2 које је прегледао Одбор за праћење података и безбедности (ДСМБ) са препоруком да се настави без промена протокола
- Подаци подржавају почетак студије фазе 3 која процењује режим једне инјекције од 5 микрограма (µг)
- Привремени подаци о имуногености потврђују високу стопу сероконверзије (> 90%) 28. дана за ИгГ антитела која везују протеин пуне дужине након једне дозе од 5 µг
- Студија фазе 2 је у току и Компанија остаје слепа за пуне податке о испитивању; очекују се подаци из додатних крајњих тачака, укључујући неутрализујућа антитела и податке о Т-ћелијама, током друге половине 2021.[4]

Фаза 3 студија
- Појединачна доза од 5 μg одабрана као режим за евалуацију у фази 3
- У преговорима са више регулаторних органа у вези са Фазом 3 студије

### Производња
- Завршена ГМП производња и пуштање лиофилизованог АРЦТ-021 за подршку Фази 3
- Завршено складиштење више од 10 милиона доза лиофилизованог АРЦТ-021
- Производни капацитети су успостављени како би се подржали захтеви за снабдевање вакцинама под потенцијалним овлашћењем за хитну употребу (ЕУА)
- Предвиђена стабилност лиофилизованог АРЦТ-021 је дужа од 1 године на -20 °C; Студије стабилности на -20 °C, 2-8 °C и собној температури су у току.

## Економија
Arcturus Therapeutics је склопио уговоре о развоју и снабдевању са Одбором за економски развој Сингапура и уговоре о снабдевању са израелским Министарством здравља за LUNAR-COV19.